# Джовани Фалконе
Вижте пояснителната страница за други личности с името Джовани.
Джовани Фалконе (на италиански: Giovanni Falcone) е италиански прокурор, известен борец срещу мафията в Сицилия.
След дълга и забележителна кариера е убит от сицилианската мафия, заедно със съпругата му и трима техни телохранители, на магистралата край град Капачи през 1992 г.
Неговият живот е подобен на този на най-близкия му приятел Паоло Борселино. Те прекарват детските си години в бедни предградия на Палермо. И въпреки че редица техни връстници израстват като мафиоти, те остават от другата страна на барикадата като защитници на закона. Убити са от мощни бомби в колите си в разстояние от няколко месеца. Като признание за неуморните им усилия и саможертва в разследванията са наградени от италианското правителство през 1992 г. Обявени са също за „героите на последните 60 години“ от списание „Тайм“, на 13 ноември 2006 г.

## Биография
Джовани Фалконе е роден в град Палермо, в семейството на Артуро Фалконе, директор на химическа лаборатория, и неговата съпруга Луиза Бентивеня. След завършване на гимназия Фалконе за кратко преминава обучение във военноморската академия в Ливорно, след това следва право. През 1964 г. започва работа в съдебните структури. Работи като магистрат (гражданско право) в Лентини, Трапани и други градове и преминава на работа към наказателно право.
През 1970-те години Фалконе води няколко наказателни дела, свързани с организираната престъпност, а в началото на 1980-те години е сред главните борци срещу мафията в Сицилия. В своята работа постига значителни успехи, в частност успява да убеди няколко високопоставени мафиоти да нарушат „кодекса на честта“ на Коза Ностра и да започнат да сътрудничат с властите. Сред първите информатори е Томазо Бушета, който от 1960-те години се укрива в САЩ след неуспешна война между мафиотските кланове. Неговите показания стават основа за обвинения в гръмкия съдебен процес срещу мафията, в резултат на който 360 души от 474 обвиняеми са признати за виновни и осъдени на затвор. През 1988 година Фалконе активно си сътрудничи с Рудолф Джулиани, който по онова време заема длъжността федерален прокурор на Южния окръг на Ню Йорк, в дела срещу мафията, в частност против фамилията Гамбино.

## Атентат
Джовани Фалконе, заедно със съпругата му Франческа Морвило и 3 полицаи телохранители (Роко Дичило, Антонио Монтинаро и Вито Скифани), са убити на 23 май 1992 г. на магистралата А29 между град Палермо и международното му летище. Бронираният автомобил Fiat Croma, в който пътува известният магистрат, е взривен от мощна бомба (над 1 тон тротилов еквивалент) с дистанционно управление, заложена под водосточен канал под магистралата.
Организатор на убийството е видният мафиотски бос Салваторе Риина с прякор Тото Звяра, а пряк изпълнител на атентата е неговият кръщелник Джовани Бруска по прякор Свинята. Само 2 месеца след смъртта на Фалконе Риина организира ново гръмко покушение, в резултат на което е убит неговият приятел и влиятелен магистрат Паоло Борселино.
Смъртта на двамата най-известни борци срещу мафията в Италия предизвиква широк обществен отзвук по целия свят, войната с мафията започва с нова сила и много главатари на Коза Ностра, включително Салваторе Риина, са арестувани, вследствие на което активността на мафията в следващите години значително намалява.

## Почит
Днес международното летище на Палермо носи името „Фалконе и Борселино“.

## Награда „Джовани Фалконе“, България
На името на легендарния магистрат Джованни Фалконе, по инициатива на „Областния съвет по наркотични вещества“ в Благоевград е учредена награда, която се присъжда на съдии, прокурори и следователи, които успешно се борят с употребата и разпространението на наркотици от 2009 г.
За учредяването на наградата в града пристига италианският консул в България Джан Лука Скиринци.
Церемонията по награждаването за 2009 година на магистрати и полицаи в конкурса в памет на Джовани Фалконе е на 24 юни в сградата на Община Благоевград. Специално за церемонията в Благоевград пристигат сестрата на италианския прокурор Мария Фалконе, представители на фондация „Джовани Фалконе“, посланикът на Република Италия в България, министърът на правосъдието Миглена Тачева, заместник главният прокурор Камен Ситнилски, проф. Стоян Кушлев (КУИППД), представител на ВСС, генерален комисар Павлин Димитров, комисар Калин Георгиев, италиански и български журналисти и други.
Номинираните в конкурса са следните лица.
Съдии
- Съдът в Благоевград, колективна награда – за най-много приключени дела от всички съдилища в страната в продължение на 3 години.
- Катя Бельова – въз основа на цялостната оценка като личност, съблюдаваща високи стандарти на лично и професионално поведение и олицетворяваща справедливостта и безпристрастността на съдебната институция. Номинацията е направена от проф. Кушлев – председател на КУИППД.
- Чавдар Стоянов Ангелов (Софийска градска прокуратура)
- Бисер Стефанов Кирилов (Софийска градска прокуратура)
- Аксиния Леон Матосян (Софийска градска прокуратура)
- Борислава Александрова Стоянова (Софийска градска прокуратура)
- Георги Крумов Качорев (Окръжна прокуратура, Благоевград)
- Лилия Илиева Йорданова (Окръжна прокуратура, Монтана)
- Росен Петков Русинов (Районна прокуратура, Лом)
- Светлана Фотева (Окръжна прокуратура, Перник)
- Михаил Алексов (Районна прокуратура, Перник)

Полицаи
- Явор Колев – ГДБОП, компютърен специалист, номиниран за разкриване на компютърни престъпления, свързани с детска порнография
- Владимир Карадаков – ОДП, Благоевград, звено за противодействие на разпространението, трафика и търговия на наркотични вещества.
- Велизар Йовов – ОДП, Благоевград, звено за противодействие на разпространението, трафика и търговия на наркотични вещества.
- Симеон Симеонов – ОДП, Благоевград, звено за противодействие на разпространението, трафика и търговия на наркотични вещества.
- Венцислав Димитров Кирилов – началник група при ОД на МВР, Видин
- Пресиян Никодимов Петров – инспектор РУ на МВР, Видин
- Мариян Тасев Орловски – пом. оперативен работник, Видин
- Стоян Иванов Стоянов – ст. разследващ полицай, Видин
- Илиян Борисов Филипов – ОД на МВР, Монтана
- Пламен Йорданов Томов – ОД на МВР, Монтана
- Антоан Петков – разследващ полицай ОД на МВР, Перник
- Димитър Димитров – оперативен работник ОД на МВР, Перник
- Калоян Първанов – ОД на МВР Монтана
- Иван Аврамов – Началник сектор „КП“ – РУ Лом, ОД на МВР Монтана
- Борислав Нешев – инспектор в сектор „КП“ – РУ Лом, ОД на МВР Монтана